# Вулиця Айвазовського (Черкаси)
Вулиця Айвазо́вського — одна з вулиць у місті Черкаси.

## Розташування
Починається від вулиці Максима Залізняка і простягається на південний схід до вулиці Пастерівської.

## Опис
Вулиця вузька, асфальтована.

## Походження назви
Вулиця утворена на початку 1960-их років і названа на честь Івана Айвазовського, україно-вірменського художника.

## Будівлі
Вулиця забудована приватними будинками:
- ліва сторона — № 2-36
- права сторона — № 1-29